# VIS Sperantes
Sperantes je splitski sastav duhovne glazbe, koji djeluje pri samostanu sv. Frane na Obali, već duže od 40 god. Jedan je od najstarijih sastava koji se bave duhovnom glazbom u Hrvatskoj pa i šire.
Osnovan je na 1969. poticaj franjevca fra Gracijana Gašperova, s ciljem kvalitetnijeg rada s mladima. Izabrano je ime Sperantes, koje se prevodi kao „oni koji žive u nadi“. Voditelj je Anton Matijaca. Redovito pjevanjem animiraju nedjeljnu sv. misu u 10.30 u sv. Frani, te nastoje svake godine nastupiti na renomiranim festivalima duhovne glazbe.
Sperantes njeguje glazbeni izričaj duboko utemeljen na duhovnoj šansoni mediteranskog tipa. Stvarali su i glazbarili pod velikim glazbenim utjecajem poznatog talijanskog sastava Alleluia. Program im čini i gospel, američki country, soul, pop, rock, klasična glazba, tradicijski dalmatinski pučki i klapski napjevi. Za Sperantese je poznati hrvatski skladatelj Ljubo Stipišić početkom 1980-ih skladao i prilagodio djelo Misa dalmatina.

## Albumi
Objavili su do danas pet nosača zvuka:
- 1993.: Tvojim putem, album[2]
- 1996.: Tebi u susret, album objavljen u vlastitoj nakladi, e 13 pjesama.[3] Objavljen je pred tridesetu obljetnicu rada i postojanja[2]
- 2000.: Mariji, album[4]
- 2005.: Dolina žutog cvijeta, singl-CD u povodu velike obljetnice 1700 godina mučeništva sv. Dujma[2]
- 2009.: Za sva vremena, dvostruki album - 35 pjesama[5]

## Članovi
Kroz ovaj sastav prošli su mnogi poznati glazbenici te osobe poznate iz neglazbenog područja. Ističu se prvi tenor klape Šibenik Rade Koštan, saborski zastupnik Anton Kovačev, operna pjevačica Marija Bubić–Jaman, maestro i dirigent Loris Voltolini, pjevačica Ivanka Luetić, Frano Jukić, Joško Popovac, maestro Joško Koludrović, Mislav Režić i drugi.
Današnji aktivni članovi su: Jure Nazlić, Valentina Jurić, Ivana Bilas, Joško Popovac, Tajana Petrić, Tonči Brković, Ivan Ljubović, Željko Katunarić, Marko Vučić i Anton Matijaca.

## Poveznice
- Cro sacro